# Carolina Meadows
 (mai 2025).
Pour les articles homonymes, voir Carolina.
Carolina Meadows est une census-designated place située dans le comté de Chatham, dans l’État de Caroline du Nord, aux États-Unis. Lors du recensement de 2020, elle comptait 727 habitants.